# Črni Potok, Šmartno pri Litiji
Črni Potok je naselje v Občini Šmartno pri Litiji.